# Алмалинський сільський округ (Байдібека район)
Алмали́нський сільський округ (каз. Алмалы ауылдық округі, рос. Алмалинский сельский округ) — адміністративна одиниця у складі району Байдібека Туркестанської області Казахстану. Адміністративний центр — село Алмали.
Населення — 2384 особи (2021; 3145 у 2009, 2757 у 1999, 4747 у 1989).
Станом на 1989 рік існували Борлисайська сільська рада (села Актас, Кенсай, Кизил-Октябр, Китаєвка, Михайловка, селище Шукиршак) та Орловська сільська рада (села Бірлік, Кенесодак, Кенестобе, Леонтьєвка, Орловка, селище Октябр), у складі Кентауської міської ради обласного підпорядкування існувала Байжансайська селищна рада (смт Байжансай). Пізніше села Кизил-Октябр та Китаєвка Борлисайської сільради та села Леонтьєвка і Орловка, селище Октябр Орловської сільради утворили окремий Алмалинський сільський округ, до якого також увійшло і колишнє селище Байжансай.

## Склад
До складу округу входять такі населені пункти:
| Населений пункт    | Колишні назви | Населення, осіб (1989) | Населення, осіб (1999) | Населення, осіб (2009) | Населення, осіб (2021) |
| ------------------ | ------------- | ---------------------- | ---------------------- | ---------------------- | ---------------------- |
| Алмали, село       | Орловка       | 243                    | 582                    | 661                    | 504                    |
| Байдібек, село     | Китаєвка      | 909                    | 1282                   | 1638                   | 1333                   |
| Байжансай, село    | -             | 2796                   | 339                    | 198                    | 32                     |
| Жарикбас, село     | Леонтьєвка    | 520                    | 554                    | 648                    | 515                    |
| Кизил-Октябр, село | -             | 40                     | -                      | -                      | -                      |
| Октябр, село       | -             | 239                    | -                      | -                      | -                      |